# Liberty megye (Georgia)
Liberty megye az Amerikai Egyesült Államokban, azon belül Georgia államban található. Megyeszékhelye és legnagyobb városa Hinesville. Lakosainak száma 65 256 fő (2020. április 1.). Liberty megye Bryan, McIntosh, Long, Tattnall és Evans megyékkel határos.

## Népesség
A megye népességének változása:
| Lakosok száma | 62 678 | 65 162 | 65 461 | 64 135 | 62 467 | 65 256 |
|               | 2010   | 2011   | 2012   | 2013   | 2015   | 2020   |